# Eremochelis andreasana
Eremochelis andreasana es una especie de arácnido  del orden Solifugae de la familia Eremobatidae.

## Distribución geográfica
Se encuentra en México y en California.